# Karin Mortensen
Karin Ørnhøj Mortensen född den 26 september 1977 i Århus, är en dansk före detta handbollsmålvakt.

## Karriär
Karin Mortensen började spelade för Vejlby-Risskov IK. På elitnivå spelade hon först för Horsens HK under 4 år. Det var då hon debuterade i danska landslaget. Nästa klubb blev Ikast-Bording EH där hon också stannade i fyra år.  När klubben från hemstaden Århus, SK Århus, gick upp i högstaligan spelade hon för dem i fyra år. Hennes sista klubb blev FC Köpenhamn/Frederiksberg IF. Då flyttade hon till Köpenhamnsområdet.

### Landslagskarriär
Karin Mortensen ingick i det danska lag som tog OS-guld 2000 i Sydney. Hon var också med och försvarade  OS-guldet 2004 i Aten. 2002 var hon med och tog EM-guld på hemmaplan.
Mortensen slutade i landslaget i september 2012. OS 2012 i London blev hennes sista mästerskap. Då hade hon spelat 233 landskamper för Danmark under tolv år. Hon är den som gjort näst flest landskamper i Danmark (efter Janne Kolling).